# Milan Machinima Festival
Il Milan Machinima Festival è un festival cinematografico e di new media tenuto a Milano in collaborazione con l'Università IULM. Esso costituisce il principale festival in Italia dedicato all'arte del machine cinema.
Il festival è di genere competitivo, è internazionale e si svolge annualmente. Il vincitore dell'edizione è votato da una giuria internazionale composta da registi, videoartisti, critici e accademici: il film con il maggior numero di voti si aggiudica il Premio della critica (Critics' Choice Award). Le opere accettate sono cortometraggi, film, documentari, video-essay, video sperimentali... il comune denominatore è la tecnica di realizzazione che dev'essere quella del machinima.

## Organizzazione
Il Milan Machinima Festival è stato creato da Matteo Bittanti che ne è tuttora il direttore artistico, mentre il critico Gianni Canova ne è il direttore scientifico. È presentato dalla videoartista Gemma Fantacci..
Il festival è promosso annualmente dal Comune di Milano, essendo una delle branche ufficiali della Milano Digital Week. È inoltre sponsorizzato dall'Assessorato alla Trasformazione Digitale e Servizi Pubblici..
Oltre alla sezione principale di concorso, il festival ha delle sezioni secondarie tenute nel corso dell'anno nella città di Milano. Un esempio è il Game Video Essay, un evento tenuto presso il Museo Interattivo del Cinema che propone una serie di documentari e video-essay realizzati attraverso la tecnica del machinima..